# Лепојка Чаревић Митановски
Лепојка Чаревић Митановски је била хуманисткиња, филантропкиња и борац за људска права. Рођена је 1963. године у Милутовцу крај Трстеника, дипломирала је на Правном факултету у Крагујевцу. Била је председница Организације за подршку женама са инвалидитетом, чланица Савета за родну равноправност Владе Србије и чланица Савета за родну равноправност града Београда. У свом скоро дводеценијском ангажману у покрету за права особа са инвалидитетом и женском покрету, Лепојка Чаревић-Митановски дала је велики допринос за унапређење положаја жена са инвалидитетом, учествовала је у многим радним групама које су припремале нове законе и политике, и измене постојећих. Ауторка је акредитованог програма обуке „Рад на СОС телефону за жене са инвалидитетом жртве насиља“, као и неколико публикација и приручника. Преминула је 17. новембра 2015. године.